# اطلسی (اقلیم)
| ردیف                      | مراحل اقلیمی          | طبقه‌بندی گَرده‌ای   | بازه زمانی              |
| ------------------------- | --------------------- | ----------------- | ----------------------- |
| هولوسن                    | زیراطلسی Subatlantic  | X ده              | ۴۵۰ پیش از میلاد تاکنون |
| هولوسن                    | زیراطلسی Subatlantic  | IX نه             | ۴۵۰ پیش از میلاد تاکنون |
| هولوسن                    | زیرشمالگون Subboreal  | VIII هشت          | ۳٫۷۱۰–۴۵۰ پ.م.          |
| هولوسن                    | اطلسی Atlantic        | VII هفت           | ۷٫۲۷۰–۳٫۷۱۰ پ.م.        |
| هولوسن                    | اطلسی Atlantic        | VI شش             | ۷٫۲۷۰–۳٫۷۱۰ پ.م.        |
| هولوسن                    | شمالگون Boreal        | V پنج             | ۸٫۶۹۰–۷٫۲۷۰ پ.م.        |
| هولوسن                    | پیشاشمالگون Preboreal | IV چهار           | ۹٫۶۱۰–۸٫۶۹۰ پ.م.        |
| پلیستوسن                  |                       |                   |                         |
| داغ‌گلی نورس Younger Dryas | III سه                | ۱۰٫۷۳۰–۹٫۷۰۰ پ.م. |                         |

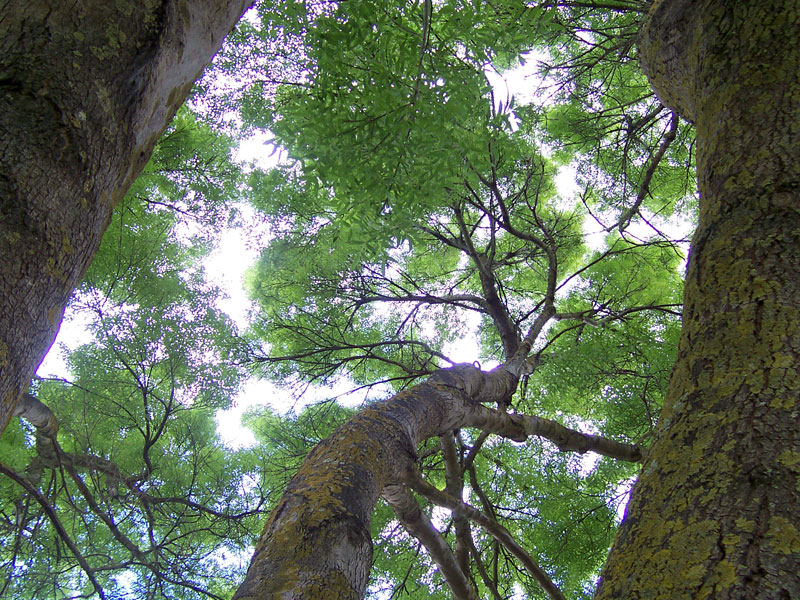
نمونه ای از یک اقلیم اطلسی

اطلسی (Atlantic) اصطلاحی است در زمین‌شناسی که اولین بار در اروپا برای بازه هولوسن (از حدود ۷۵۰۰، تا ۴۵۰۰ سال پیش)، بعد از شمالگون Boreal و پیش از زیرشمالگون subboreal استفاده شد که در طی آن آب و هوای نشان داده شده گرمتر از روزگار کنونی و عموماً مرطوب و بارانی بوده‌است.
اطلسی از زیرواحدهای طبقه‌بندی آب هوایی بلیت-سرناندر است که با توجه به حضور درختان بلوط، نارون، نمدار و پوشش گیاهی پیچک‌ها، تشخیص داده می‌شود.
از آنجا که اطلسی گرم‌ترین دوره در هولوسن بود آن را هم‌معنی با بهینه اقلیمی هولوسن هم استفاده کرده‌اند.